# أياني
أياني (Αιανή) هي مدينة في كوزاني في مقاطعة فوريا إلادا في اليونان.
يبلغ عدد سكانها حوالي 2102 نسمة.

## توأمة
لأياني اتفاقيات توأمة مع:
- ألكسيناتش